# Copa do Mundo de Ciclocross
A Copa do Mundo de Ciclocross é uma concorrência de ciclocross organizada pela União Ciclista Internacional (UCI). A sua primeira edição celebrou-se na temporada de 1993–1994.
O calendário conta com várias carreiras (pelo geral entre 6 e 9) que se disputam de outubro de um ano a janeiro do seguinte. Num princípio só se criou a masculina em 1993 e progressivamente têm ido entrando a categoria feminina (2003) e a sub-23 e juvenis masculina (2004) compartilhando a prova, sempre antes que a masculina absoluta. Até à temporada de 2002-2003 disputava-se uma prova por país, 1 delas sempre na Bélgica, ainda que posteriormente se estabeleceram 2 em Bélgica e desde 2004-2005 3. Outro país com mais de uma prova pontuável costuma ser os Países Baixos e anteriormente a Itália. Desde a temporada de 2014-2015 estabeleceu-se uma prova fora da Europa, nos Estados Unidos, seguindo a tendência começada com o Campeonato Mundial de Ciclocross de 2013 disputado em Louisville; na temporada de 2016-2017 são 2 provas nos Estados Unidos e Países Baixos e 3 na Bélgica (ainda que uma delas foi suspensa). Em Espanha só tem pontuado para esta copa o Ciclocross de Igorre.
Não se deve confundir com o Campeonato Mundial, que se realiza semanas após ter finalizado a Copa do Mundo. Algumas vezes pode coincidir que uma prova desta Copa do Mundo se repita mais tarde como sede do Campeonato Mundial.

## Palmarés

### Masculino
| Temporada | Ganhador             | Segundo              | Terceiro               |
| --------- | -------------------- | -------------------- | ---------------------- |
| 1993-1994 | Paul Herijgers       | Danny De Bie         | Marc Janssens          |
| 1994-1995 | Daniele Pontoni      | Dominique Arnould    | Radomír Šimůnek        |
| 1995-1996 | Luca Bramati         | Richard Groenendaal  | Beat Wabel             |
| 1996-1997 | Adrie van der Poel   | Richard Groenendaal  | Marc Janssens          |
| 1997-1998 | Richard Groenendaal  | Adrie van der Poel   | Daniele Pontoni        |
| 1998-1999 | Mario De Clercq      | Daniele Pontoni      | Sven Nys               |
| 1999-2000 | Sven Nys             | Richard Groenendaal  | Mario De Clercq        |
| 2000-2001 | Richard Groenendaal  | Bart Wellens         | Mario De Clercq        |
| 2001-2002 | Sven Nys             | Mario De Clercq      | Bart Wellens           |
| 2002-2003 | Bart Wellens         | Sven Nys             | Mario De Clercq        |
| 2003-2004 | Richard Groenendaal  | Sven Nys             | Bart Wellens           |
| 2004-2005 | Sven Nys             | Sven Vanthourenhout  | Erwin Vervecken        |
| 2005-2006 | Sven Nys             | Erwin Vervecken      | Bart Wellens           |
| 2006-2007 | Sven Nys             | Bart Wellens         | Erwin Vervecken        |
| 2007-2008 | Sven Nys             | Bart Wellens         | Lars Boom              |
| 2008-2009 | Sven Nys             | Bart Wellens         | Zdeněk Štybar          |
| 2009-2010 | Zdeněk Štybar        | Niels Albert         | Sven Nys               |
| 2010-2011 | Niels Albert         | Kevin Pauwels        | Sven Nys               |
| 2011-2012 | Kevin Pauwels        | Sven Nys             | Zdeněk Štybar          |
| 2012-2013 | Niels Albert         | Kevin Pauwels        | Sven Nys               |
| 2013-2014 | Lars van der Haar    | Philipp Walsleben    | Niels Albert           |
| 2014-2015 | Kevin Pauwels        | Lars van der Haar    | Corné van Kessel       |
| 2015-2016 | Wout van Aert        | Mathieu van der Poel | Kevin Pauwels          |
| 2016-2017 | Wout van Aert        | Kevin Pauwels        | Tom Meeusen            |
| 2017-2018 | Mathieu van der Poel | Wout van Aert        | Toon Aerts             |
| 2018-2019 | Toon Aerts           | Wout van Aert        | Mathieu van der Poel   |
| 2019-2020 | Toon Aerts           | Eli Iserbyt          | Michael Vanthourenhout |

### Feminino
| Temporada | Ganhadora            | Segunda                    | Terceira          |
| --------- | -------------------- | -------------------------- | ----------------- |
| 2002-2003 | Daphny van den Brand | Hilde Quintens             | Anja Nobus        |
| 2003-2004 | Hanka Kupfernagel    | Marianne Vos               | Maryline Salvetat |
| 2004-2005 |                      |                            |                   |
| 2005-2006 | Daphny van den Brand |                            |                   |
| 2006-2007 | Hanka Kupfernagel    |                            |                   |
| 2007-2008 |                      |                            |                   |
| 2008-2009 | Hanka Kupfernagel    | Daphny van den Brand       | Katherine Compton |
| 2009-2010 | Daphny van den Brand | Marianne Vos               | Sanne van Paassen |
| 2010-2011 | Sanne van Paassen    | Katherine Compton          | Marianne Vos      |
| 2011-2012 | Daphny van den Brand | Marianne Vos               | Katherine Compton |
| 2012-2013 | Katherine Compton    | Sanne van Paassen          | Nikki Harris      |
| 2013-2014 | Katherine Compton    | Nikki Harris               | Marianne Vos      |
| 2014-2015 | Sanne Cant           | Ellen van Loy              | Katherine Compton |
| 2015-2016 | Sanne Cant           | Nikki Harris               | Ellen van Loy     |
| 2016-2017 | Sophie de Boer       | Sanne Cant                 | Katerina Nash     |
| 2017-2018 | Sanne Cant           | Kaitlin Keough             | Eva Lechner       |
| 2018-2019 | Marianne Vos         | Sanne Cant                 | Annemarie Worst   |
| 2019-2020 | Annemarie Worst      | Ceylin del Carmen Alvarado | Katerina Nash     |

## Palmarés por países
| Vitórias      | País |
| ------------- | ---- |
| Bélgica       | 18   |
| Países Baixos | 6    |
| Itália        | 2    |
| Chéquia       | 1    |

| Vitórias       | País |
| -------------- | ---- |
| Países Baixos  | 8    |
| Alemanha       | 3    |
| Bélgica        | 3    |
| Estados Unidos | 2    |

## Histórico de carreiras
- Incluem-se as carreiras do Campeonato do Mundo de Ciclocross indicadas com "CM".

| Carreira                      | País                          | 93-94      | 94-95      | 95-96      | 96-97      | 97-98      | 98-99      | 99-00      | 00- 01        | 01-02      | 02-03      | 03-04      | 04-05      | 05-06      | 06-07      | 07-08      | 08-09      | 09-10      | 10-11      | 11-12      | 12-13      | 13-14      | 14-15      | 15- 16        | 16-17      |
| ----------------------------- | ----------------------------- | ---------- | ---------- | ---------- | ---------- | ---------- | ---------- | ---------- | ------------- | ---------- | ---------- | ---------- | ---------- | ---------- | ---------- | ---------- | ---------- | ---------- | ---------- | ---------- | ---------- | ---------- | ---------- | ------------- | ---------- |
| Frankfurt                     | Alemanha                      |            |            |            |            |            |            |            |               |            | (em sueco) |            |            |            |            |            |            |            |            |            |            |            |            |               |            |
| Munich                        | Alemanha                      |            |            |            | CM         |            |            |            |               |            |            |            |            |            |            |            |            |            |            |            |            |            |            |               |            |
| Sankt-Wendel                  | Alemanha                      |            |            |            |            |            |            |            |               |            |            | (em sueco) | CM         |            |            |            |            |            | CM         |            |            |            |            |               |            |
| Zeven                         | Alemanha                      |            |            |            |            |            |            |            |               |            |            |            |            |            |            |            |            |            |            |            |            |            |            |               | (em sueco) |
| Azencross                     | Bélgica                       | (em sueco) |            |            |            |            |            |            |               |            |            |            |            |            |            |            |            |            |            |            |            |            |            |               |            |
| Coxyde                        | Bélgica                       |            |            |            | (em sueco) | (em sueco) | (em sueco) |            |               |            |            |            |            |            |            |            |            |            |            |            |            |            |            |               |            |
| Heusden-Zolder                | Bélgica                       |            |            |            |            |            |            |            | (em sueco)    | CM         |            |            |            |            |            |            |            | (em sueco) | (em sueco) | (em sueco) |            | (em sueco) | (em sueco) | (em sueco) CM | (em sueco) |
| Hofstade                      | Bélgica                       |            |            |            |            |            |            |            |               |            |            |            | (em sueco) | (em sueco) | (em sueco) | (em sueco) | (em sueco) |            |            |            |            |            |            |               |            |
| Hooglede-Gits                 | Bélgica                       |            |            |            |            |            |            |            |               |            |            |            |            | (em sueco) | CM         |            |            |            |            |            |            |            |            |               |            |
| Kalmthout                     | Bélgica                       |            |            |            |            |            |            | (em sueco) |               |            | (em sueco) |            |            | (em sueco) | (em sueco) | (em sueco) | (em sueco) |            | (em sueco) | (em sueco) |            |            |            |               |            |
| Koksijde                      | Bélgica                       | CM         |            |            |            |            |            |            |               |            |            | (em sueco) | (em sueco) |            | (em sueco) | (em sueco) | (em sueco) | (em sueco) | (em sueco) | CM         | (em sueco) | (em sueco) | (em sueco) | (em sueco)    |            |
| Loenhout                      | Bélgica                       |            | (em sueco) | (em sueco) |            |            |            |            |               |            |            |            |            |            |            |            |            |            |            |            |            |            |            |               |            |
| Namur                         | Bélgica                       |            |            |            |            |            |            |            |               |            |            |            |            |            |            |            |            |            |            | (em sueco) | (em sueco) | (em sueco) | (em sueco) | (em sueco)    | (em sueco) |
| Wortegem-Petegem              | Bélgica                       |            |            |            |            |            |            |            |               | (em sueco) |            |            | (em sueco) |            |            |            |            |            |            |            |            |            |            |               |            |
| Montreal                      | Canadá                        |            |            |            |            |            |            |            |               | (em sueco) |            |            | (em sueco) |            |            |            |            |            |            |            |            |            |            |               |            |
| Middelfart                    | Dinamarca                     |            |            |            |            | CM         |            |            |               |            |            |            |            |            |            |            |            |            |            |            |            |            |            |               |            |
| Poprad                        | Eslováquia                    |            |            |            |            |            | CM         |            |               |            |            |            |            |            |            |            |            |            |            |            |            |            |            |               |            |
| Igorre                        | Espanha                       | (em sueco) | (em sueco) | (em sueco) |            |            |            |            |               | (em sueco) |            |            |            | (em sueco) | (em sueco) | (em sueco) | (em sueco) | (em sueco) | (em sueco) | (em sueco) |            |            |            |               |            |
| Iowa City                     | Estados Unidos                |            |            |            |            |            |            |            |               |            |            |            |            |            |            |            |            |            |            |            |            |            |            |               | (em sueco) |
| Milton Keynes                 | Estados Unidos                |            |            |            |            |            |            |            |               |            |            |            |            |            |            |            |            |            |            |            |            |            | (em sueco) |               |            |
| As Vegas                      | Estados Unidos                |            |            |            |            |            |            |            |               |            |            |            |            |            |            |            |            |            |            |            |            |            |            | (em sueco)    | (em sueco) |
| Louisville                    | Estados Unidos                |            |            |            |            |            |            |            |               |            |            |            |            |            |            |            |            |            |            |            | CM         |            |            |               |            |
| Lanarvilly                    | França                        |            |            |            |            |            |            |            |               |            |            |            | (em sueco) |            |            |            |            |            |            |            |            |            |            |               |            |
| Liévin                        | França                        |            |            |            |            |            |            |            |               |            | (em sueco) |            |            | (em sueco) |            | (em sueco) |            |            |            | (em sueco) |            |            |            |               |            |
| Lignières-en-Berry            | França                        |            |            |            |            |            |            |            |               |            |            |            |            |            |            |            |            |            |            |            |            |            |            | (em sueco)    |            |
| Montreuil                     | França                        |            |            | CM         |            |            |            |            |               |            |            |            |            |            |            |            |            |            |            |            |            |            |            |               |            |
| Nommay                        | França                        |            |            |            | (em sueco) |            | (em sueco) | (em sueco) |               | (em sueco) |            | (em sueco) | (em sueco) |            | (em sueco) |            | (em sueco) | (em sueco) |            |            |            | (em sueco) |            |               |            |
| Sablé-sur-Sarthe              | França                        |            |            | (em sueco) |            |            |            |            |               |            |            |            |            |            |            |            |            |            |            |            |            |            |            |               |            |
| Saint-Herblain                | França                        | (em sueco) |            |            |            |            |            |            |               |            |            |            |            |            |            |            |            |            |            |            |            |            |            |               |            |
| Pontchâteau                   | França                        |            | (em sueco) | (em sueco) |            | (em sueco) |            |            | (em sueco)    |            |            | CM         |            |            |            |            |            |            | (em sueco) |            |            |            |            |               |            |
| Roubaix                       | França                        |            |            |            |            |            |            |            |               |            |            |            |            |            |            |            | (em sueco) | (em sueco) |            |            | (em sueco) |            |            |               |            |
| Bergamo                       | Itália                        |            |            |            |            |            |            |            | (em sueco)    |            |            |            |            |            |            |            |            |            |            |            |            |            |            |               |            |
| Corva                         | Itália                        |            | (em sueco) |            |            |            |            |            |               |            |            |            |            |            |            |            |            |            |            |            |            |            |            |               |            |
| Fiugi                         | Itália                        |            |            |            |            |            |            |            |               |            |            |            |            |            |            |            |            |            |            |            |            |            |            |               | (em sueco) |
| Milan                         | Itália                        |            |            |            |            |            |            |            |               |            |            |            | (em sueco) | (em sueco) | (em sueco) | (em sueco) | (em sueco) |            |            |            |            |            |            |               |            |
| Monopoli                      | Itália                        |            |            |            |            |            |            |            |               | (em sueco) | CM         |            |            |            |            |            |            |            |            |            |            |            |            |               |            |
| Prata dei Pordenone           | Itália                        |            |            |            | (em sueco) |            |            |            |               |            |            |            |            |            |            |            |            |            |            |            |            |            |            |               |            |
| Rome                          | Itália                        |            |            |            |            |            |            |            |               |            |            |            |            |            |            |            |            |            |            |            | (em sueco) | (em sueco) |            |               |            |
| Solviate                      | Itália                        |            |            |            |            | (em sueco) |            |            |               |            |            |            |            |            |            |            |            |            |            |            |            |            |            |               |            |
| Treviso                       | Itália                        |            |            |            |            |            |            |            |               |            |            |            |            |            | (em sueco) | CM         |            | (em sueco) |            |            |            |            |            |               |            |
| Turin                         | Itália                        |            |            |            |            |            |            |            |               |            |            | (em sueco) |            |            |            |            |            |            |            |            |            |            |            |               |            |
| Variano dei Basiliano         | Itália                        |            |            | (em sueco) |            |            |            |            |               |            |            |            |            |            |            |            |            |            |            |            |            |            |            |               |            |
| Bieles                        | Luxemburgo                    |            |            |            |            |            |            |            |               |            |            |            |            |            |            |            |            |            |            |            |            |            |            |               | CM         |
| Leudelange                    | Luxemburgo                    |            |            |            |            |            | (em sueco) | (em sueco) | (em sueco)    |            |            |            |            |            |            |            |            |            |            |            |            |            |            |               |            |
| Eindhoven                     | Países Baixos                 | (em sueco) |            |            |            |            |            |            |               |            |            |            |            |            |            |            |            |            |            |            |            |            |            |               |            |
| Heerlen                       | Países Baixos                 |            |            | (em sueco) | (em sueco) | (em sueco) |            |            |               | (em sueco) |            |            |            |            |            |            |            |            |            |            |            |            |            |               |            |
| Hoogerheide                   | Países Baixos                 |            |            |            |            |            |            |            |               |            | (em sueco) |            | (em sueco) | (em sueco) | (em sueco) | (em sueco) | CM         | (em sueco) | (em sueco) | (em sueco) | (em sueco) | CM         | (em sueco) | (em sueco)    | (em sueco) |
| Pijnacker                     | Países Baixos                 |            |            |            |            |            |            |            |               |            |            | (em sueco) | (em sueco) | (em sueco) | (em sueco) | (em sueco) | (em sueco) |            |            |            |            |            |            |               |            |
| Saint-Michel-Gestel           | Países Baixos                 |            |            |            |            |            |            | CM         |               |            |            |            |            |            |            |            |            |            |            |            |            |            |            |               |            |
| Valkenburg                    | Países Baixos                 |            |            |            |            |            |            |            |               |            |            |            |            |            |            |            |            |            |            |            |            | (em sueco) | (em sueco) | (em sueco)    | (em sueco) |
| Zeddam                        | Países Baixos                 |            |            |            |            |            | (em sueco) | (em sueco) | (em sueco)    |            |            |            |            | CM         |            |            |            |            |            |            |            |            |            |               |            |
| Plzeň                         | Chéquia                       |            |            |            |            |            |            |            |               |            |            |            |            |            |            |            |            | (em sueco) | (em sueco) | (em sueco) | (em sueco) |            |            |               |            |
| Praga                         | Chéquia                       |            |            | (em sueco) | (em sueco) | (em sueco) |            |            |               |            |            |            |            |            |            |            |            |            |            |            |            |            |            |               |            |
| Tábor                         | Chéquia                       |            |            |            |            |            | (em sueco) | (em sueco) | (em sueco) CM |            |            |            | (em sueco) | (em sueco) | (em sueco) | (em sueco) | (em sueco) | CM         |            | (em sueco) | (em sueco) | (em sueco) | CM         |               |            |
| Aigle                         | Suíça                         |            |            |            |            |            |            |            |               |            |            |            | (em sueco) |            | (em sueco) |            |            |            | (em sueco) |            |            |            |            |               |            |
| Eschenbach                    | Suíça                         | (em sueco) | CM         |            | (em sueco) | (em sueco) | (em sueco) |            |               |            |            |            |            |            |            |            |            |            |            |            |            |            |            |               |            |
| Safenwil                      | Suíça                         |            |            |            |            |            |            | (em sueco) |               |            |            |            |            |            |            |            |            |            |            |            |            |            |            |               |            |
| Wange                         | Suíça                         |            | (em sueco) | (em sueco) |            |            |            |            |               |            |            |            |            |            |            |            |            |            |            |            |            |            |            |               |            |
| Wetzikon                      | Suíça                         |            |            |            |            |            |            |            |               | (em sueco) | (em sueco) | (em sueco) | (em sueco) | (em sueco) |            |            |            |            |            |            |            |            |            |               |            |
| Carreira                      | País                          | 93-94      | 94-95      | 95-96      | 96-97      | 97-98      | 98-99      | 99-00      | 00- 01        | 01-02      | 02-03      | 03-04      | 04-05      | 05-06      | 06-07      | 07-08      | 08-09      | 09-10      | 10-11      | 11-12      | 12-13      | 13-14      | 14-15      | 15- 16        | 16-17      |
| Total de carreiras puntuables | Total de carreiras puntuables | 5          | 5          | 7          | 6          | 6          | 6          | 6          | 6             | 6          | 5          | 6          | 11         | 11         | 11         | 9          | 9          | 9          | 8          | 8          | 8          | 7          | 7 (6)      | 8 (7)         | 9 (8)      |

- (em sueco)

```
significa carreira que se disputou.
```

- significa que estava no calendário mas finalmente não se disputou, por isso abaixo entre parêntese saem as realmente disputadas.